# Neodiplothele
Genre
Neodiplothele est un genre d'araignées mygalomorphes de la famille des Barychelidae.

## Distribution
Les espèces de ce genre sont endémiques du Brésil.

## Description
Les mâles mesurent de 5,55 à 12,30 mm et les femelles de 7,76 à 16,75 mm.

## Liste des espèces
Selon World Spider Catalog (version 21.5, 12/11/2020) :
- Neodiplothele aureus Gonzalez-Filho, Lucas & Brescovit, 2015
- Neodiplothele caucaia Gonzalez-Filho, Lucas & Brescovit, 2015
- Neodiplothele flavicoma (Simon, 1891)
- Neodiplothele fluminensis Mello-Leitão, 1924
- Neodiplothele indicattii Gonzalez-Filho, Lucas & Brescovit, 2015
- Neodiplothele irregularis Mello-Leitão, 1917
- Neodiplothele itabaiana Gonzalez-Filho, Lucas & Brescovit, 2015
- Neodiplothele martinsi Gonzalez-Filho, Lucas & Brescovit, 2015
- Neodiplothele picta Vellard, 1924

## Publication originale
- Mello-Leitão, 1917 : « Notas arachnologicas. 5, Especies novas ou pouco conhecidas do Brasil. » Broteria, vol. 15, p. 74-102.